# Fiesta Nacional del Cordero
La Fiesta Nacional del Cordero es una fiesta popular que se realiza en Argentina, en la ciudad de Puerto Madryn, provincia del Chubut.
La fiesta tiene como objetivo mostrar las tradiciones Argentinas y las del hombre de campo argentino como por ejemplo las jineteadas, la esquila de las ovejas (haciéndose muestras de esquila), las tradicionales comidas argentinas como el asado, entre otras tradiciones.